# Мосейчук, Наталья Николаевна
Ната́лья Никола́евна Мосейчу́к (укр. Наталя Миколаївна Мосейчук; род. 30 мая 1973, Теджен, Туркменская ССР, СССР) — украинская телеведущая, журналистка, ведущая ТСН и ток-шоу «Право на власть» на телеканале 1+1.

## Биография
Наталья Мосейчук родилась 30 мая 1973 года в Теджене, Туркменская ССР. Отец — военный, мать — педагог. В 1990 году окончила среднюю школу в городе Бердичев Житомирской области. В 1995 году окончила факультет иностранных языков Житомирского педагогического университета.
Замужем, имеет двоих сыновей — Антона (р. 1998) и Матвея (р. 2012).

## Карьера
В 1993 году Наталья Мосейчук начала работать журналисткой и ведущей на житомирском областном телевидении.
С 1997 года была ведущей информационно-развлекательной программы «Утреннее ревю» на телеканале «Интер».
С 1998 года была ведущей ведущая новостей на канале «ЮТАР».
С 1999 года была ведущей новостей телекомпании «Экспресс-информ».
С 2003 года была ведущей службы информации «5-го канала». Автор и ведущая программы «VIP-женщина».
С августа 2006 года стала ведущей Телевизионной службы новостей (ТСН) на телеканале «1+1». Также была автором и ведущей проекта «Скрытая жизнь» о публичных и непубличных сторонах жизни известных политиков.
Наталья Мосейчук вместе с Лидией Таран ведёт основные выпуски ТСН.
3 и 10 июля 2010 года в рамках программы «Национальный интерес» телеканала «Россия-1» с украинской стороны провела телемост «Украина — Россия» совместно с Дмитрием Киселёвым.
С начала октября 2016 года вместе с Сергеем Ивановым стала ведущей ток-шоу «Право на власть» на телеканале «1+1». Сейчас ведёт это ток-шоу сама.
С 2017 года была куратором премии «Global Teacher Prize Ukraine» и создала номинацию «Выбор сердцем», цель которой найти учителей, которые обучают маленьких пациентов в медицинских учреждениях.
В 2022 году вместе с командой «Право на власть» открыла авторский YouTube-канал. Её интервью там набирают сотни тысяч просмотров.

### Оценка
Переход Мосейчук на телеканал 1+1 генпродюсер «5 канала» Юрий Стець прокомментировал так: «Я точно знаю, что это не желание больше заработать и не желание уйти с „5 канала“. У неё была мечта работать на 1+1 и, по моему мнению, именно в этом следует искать причины».
В свою очередь, сама ведущая в интервью «Львовскому порталу» сказала, что поводом послужило увольнение с канала нескольких значимых для неё фигур — в частности, ведущего, «учителя и друга» Романа Скрыпина. А также выразила мнение, что к тому времени «канал честных новостей» заметно изменился: «Это были не те новости, которые мы делали в 2004…».
Согласно рейтингу журнала «Фокус», Наталья Мосейчук входит в 20-ку наиболее успешных телевизионных ведущих Украины.
Критиковалась за нарушение журналистских стандартов и манипуляции в ведомой ею программе «Право на власть».
В 2021 году Наталья Мосейчук вошла в топ-100 успешных женщин Украины по версии журнала Новое время.

## Уголовное преследование в РФ
11 мая 2023 года Федеральная служба по финансовому мониторингу Российской Федерации включила Наталью Мосейчук в список террористов и экстремистов.
31 июля 2024 года СМИ сообщили что суд Москвы заочно приговорил украинскую телеведущую Наталью Мосейчук к 5 годам колонии за распространение вражды и унижение достоинства группы лиц по признакам пола и национальности.

## Достижения
- Награждена знаком отличия Верховной Рады Украины[3].
- Названа журналистом года в сфере электронных СМИ (премия «Человек года 2009»)[21].
- В 2017 году инициировала проект «Право на образование» и работает с командой единомышленников для организации качественного школьного образования во всех детских больницах.[источник не указан 124 дня]
- Лауреат Всеукраинской премии «Женщина III тысячелетия» в номинации «Рейтинг» (2006).[источник не указан 124 дня]
- 2013 — премия Телетриумф в номинации «Ведущий/ведущая информационной программы».[источник не указан 124 дня]
- 2018 — премия Телетриумф в номинации «Ведущий/ведущая информационной программы».[источник не указан 124 дня]
- 2022 Орден Княгини Ольги[источник не указан 124 дня]

## Благотворительность
В 2017 году Наталья Мосейчук встретилась с Юрием Синицей, который нуждался в пересадке почки, провела с ним фотосессию, присоединившись к кампании по сбору средств. Было собрано 60 тысяч евро.
1 июня 2018 года во время благотворительного марафона в День защиты детей Мосейчук помогла собрать 650 тысяч гривен для открытия класса «Школы Супергероев» в отделении интенсивной и эфферентной терапии острых интоксикаций при Национальной детской клинике Охматдет. Деньги использовали на ремонт, оборудование и фонд для оплаты работы учителей будущей школы. Мосейчук — куратор «Школы Супергероев».
В эфире ТСН Мосейчук рассказала историю двоих 8-летних друзей. Никите Федоренко с тяжелым заболеванием хотел помочь его друг, Лука. Он искал доноров среди одноклассников и устроил ярмарку по сбору средств в школе. После сюжета в ТСН за несколько дней было собрано 35 тысяч евро. Операция прошла успешно.